# Буяльський Болеслав Адамович
Буя́льський Болеслав Адамович (1 серпня 1919 — 22 вересня 2009) — літературознавець, педагог, кандидат філологічних наук (1953), професор (1993), учасник Другої світової війни, має бойові нагороди. Батько Буяльської Т. Б..

## Біографія
Народився 1 серпня 1919 року.
Після війни закінчив вищу освіту у рідному інституті. У числі кращих випускників Вінницького педагогічного інституту залишився для викладацької роботи.
1945–1993рр. читав курси античної і зарубіжної літератури, обіймав посаду доцента на кафедрі російської і зарубіжної літератури. 
Поряд з навчальною роботою розгорнув плідну науково-дослідницьку діяльність. 1953р.– кандидат філологічних наук (захистив кандидатську дисертацію “Творчість Марії Конопніцької”); 
1993-1997рр.– працював на кафедрі історії та теорії культури Вінницького державного технічного університету. 1993р.– присвоєно заслужене звання професора.1993-1996 – професор кафедри культури Вінницького технічного університету. 
Друкуватися почав 1951р.  Багато уваги приділяв методиці вивчення літератури у школі, проблемам виразного читання текстів. 
Помер 22 вересня 2009.

## Публікації[2]

### Основні праці
- Творчість Марії Конопніцької в 80-ті роки XIX ст. : [тематика та провідні ідеї] / Б.А. Буяльський // Наук. зап. : Вінниц. пед ін-т ім. М. Островського. – К, 1951 – Вип. 2. – С. 80-102.
- Мова і художні особливості творів Марії Конопніцької / Б.А. Буяльський // Наук. зап. : Вінниц. пед ін-т ім. М. Островського. – К., 1954. – Вип. 3. – С. 109-120.
- Українська література : підруч. для 9-го кл. серед. шк. / О.І. Білецький, О.К. Бабишкін, В.М. Борщевський, М.У. Походзіло, Б.А. Буяльський ; за ред. О.І. Білецького. – К.: Рад. шк., 1953. – 468 с.; 2-е вид. – 1954. – 479 с.; 3-є вид. – 1955. – 324 с.; 4-е вид. – 1957. – 323 с.; 5-е вид. – 1957. – 324 с.; 6-е вид. – 1958. – 340 с.; 7-е вид. – 1959. – 340 с.; 8-е вид. – 1960. – 340 с.
- Українська література : підруч. для 10-го кл. серед. шк. / О.І. Білецький, О.К. Бабишкін, В.М. Борщевський, Б.А. Буяльський ; за ред. О.І. Білецького. – 9-е вид. – К.: Рад. шк., 1961. – 340 с.; 10-е вид. – 1962. – 359 с.; 11-е вид. – 1963. – 359 с.;12-е. вид. – 1964. – 375 с.; 13-е вид. – 1965. – 375 с.
- Українська література : підруч. для 9-го кл. серед. шк. / О.І. Білецький, О.К. Бабишкін, В.М. Борщевський, Б.А. Буяльський ; за ред. О.І. Білецького. – 14-е вид. – К.: Рад. шк.,1966. – 343 с.; 15-е вид. – 1967. – 343 с.
- Хрестоматія з української літератури : для 9 кл. серед. шк. / упоряд.: О.К. Бабишкін., В.М. Борщевський, Б.А. Буяльський та ін. – К.: Рад. шк., 1955. – 672 с.; 3-є вид. – 1957. – 682 с.; 4-е вид. – 1958. – 682 с.; 5-е вид. – 1959. – 682 с.; 6-е вид. – 1960. – 682 с.
- Українська література : хрестоматія для 9 кл. серед. шк. / упоряд.: О.К. Бабишкін., В.М. Борщевський, Б.А. Буяльський та ін. – 7-е вид. – К.: Рад. шк., 1961. – 582 с.; 8-е вид. – 1962. – 582 с.; 9-е вид. – 1963. – 631 с.; 10-е вид. – 1964. – 631 с.
- Борщевський, В.М. Вивчення творчості Василя Стефаника в школі / В.М. Бор-щевський, Б.А. Буяльський, М.Т. Чечот. – К.: Рад. шк., 1954. – 55 с.
- Генрих Гейне / Б.А. Буяльський – Винница: Обл. кн.-газ. изд-во, 1956. – 20 с.
- Изучение композиции произведения в 5-7 классах / Б.А. Буяльский. – Могилев-Подол., 1957. – 13 с.
- Выразительное чтение : пособие для учителей 5-8 кл. / Б.А. Буяльский. – К., Рад. шк., 1963. – 132 с.
- Українська література : хрестоматія для 9-10 кл. серед. шк. / упоряд.: О.К. Бабишкін., В.М. Борщевський, Б.А. Буяльський та ін. – 11-е вид. – К.: Рад. шк., 1965. – 631 с.
- Українська література : підруч. для 9-го кл. серед. шк. / О.І. Білецький, В.М. Борщевський, Б.А. Буяльський ; за ред. О.І. Білецького. – 16-е. вид. – К.: Рад. шк., – 1968. – 343 с.; 17-е вид. – 1969. – 423 с.; 18-е вид. – 1970. – 423 с.; 19-е вид. – 1971. – 423 с.; 20-е вид. – 1972. – 424 с.; 21-е вид. – 1973. – 423 с.; 22-е вид. – 1974. – 423 с.; 23-є вид. – 1975. – 428 с.; 24-е вид. – 1976. – 428 с.; 25-е вид. – 1977. – 431 с.; 26-е вид. – 1978. – 342 с.; 27-е вид. – 1979. – 342 с.; 28-е вид. – 1980. – 344 с.; 29-е вид. – 1981. – 344 с.
- Українська література : хрестоматія для 9 класу серед шк. / упоряд. О.К Бабишкін, В.М. Борщевський, Б.А. Буяльський. – 1-е вид. – К.: Рад. шк., 1968. – 480 с.; 15-е вид. – 1969. – 623 с; 16-е вид. – 1970. – 623 с.; 17-е вид. – 1971. – 623 с.
- Поезія усного слова : Азбука виразн. читання : кн. для вчителя / Б.А. Буяльський. – К.: Рад. шк., 1969. – 264 с.; 2-ге вид., перероб. і доп. – 1990. – 255 с.
- Курс на мастерство : Начала методики изучения л-ры : пособ. для учителя-словесника / Б.А.Буяльский. – К.: Рад. шк., 1970. – 206 с.; 2-е изд., перераб. и доп. – К.,1974. – 222 с.
- Українська література : хрестоматія для 9 класу серед. шк. / упоряд. О.К. Бабишкін, Б.А. Буяльський. – 18-е вид. – К.: Рад. шк., – 1972. – 623 с.; 19-е вид. – 1973. – 607 с.; 20-е вид. – 1974. – 607 с.; 21-е вид. – 1975. – 607 с.; 22-е вид. – 1976. – 607 с.; 23-є вид. – 1977. – 637 с.; 24-е вид. – 1978. – 637 с.; 25-е вид. – 1980. – 655 с.; 26-е вид. – 1981. – 655 с.
- Искусство выразительного чтения : кн. для учителя / Б.А. Буяльский. – М.: Просвещение, 1986. – 171 с.
- Жертва і свідок більшовицького раю : Спогади про 1937-1940 роки / Б.А. Буяльський, О.М. Трачук. – Вінниця, 2000. – 95 с.
- Як ми спілкуємося: Мовлен. етикет укр. народу / Б.А. Буяльський. – Вінниця: Нова Книга, 2000. – 32 с.
- Як ми спілкуємося: Мовлен. етикет укр. народу / Б.А. Буяльський, А.В. Оверчук. – Вінниця: ВЕЛЕС, 2001. – 96 с.
- Поезія усного слова: метод. матеріал / Б.А. Буяльський. – Вінниця: УНІВЕРСУМ-Вінниця, 2005. – 192 с.
- Це чарівне спілкування: Мовлен. етикет укр. народу / Б.А. Буяльський, А.В. Оверчук. – Вінниця, 2005. – 20 с.
- Трачук, Олексій Миколайович. Винним себе не визнав. Спогади про 1937-1940 роки / Олексій Трачук ; літ. запис, передм. та післямова Б. А. Буяльського. – Вид. 3-є, випр. і доп. – Вінниця, 2008. – 175 с.: фото.

### Публікації у періодичних виданнях
- Про виразне читання в 5-7 класах / Б.А. Буяльський // Л-ра в шк. – 1954. – № 6.
- Генрік Ібсен: до 50-річчя з дня смерті / Б.А. Буяльський // Л-ра в шк. – 1956. – № 3. – С. 89-91.
- Про підготовку вчителів літератури в педвузах /  Б.А. Буяльський, М.Т. Чечот // Л-ра в шк. – 1956. – № 5. – С. 33-38.
- П'єр Жан Беранже / Б.А. Буяльський // Вітчизна. – 1957. – № 7. – С. 121.
- Генрі Філдінг: до 250-річчя з дня народж. / Б.А. Буяльський // Л-ра в шк. – 1957. – № 2. – С. 90-92.
- Думки про естетичне виховання в школі / Б.А. Буяльський // Л-ра в шк. – 1957. – № 4. – С. 67-70.
- Заучування напам'ять під час занять з літературного читання / Б.А. Буяльський // Л-ра в шк. – 1958. – № 3. – С. 55-59.
- Некоторые вопросы выразительного чтения в 5-7 классах / Б.А. Буяльський // Докл. и сообщ. : Винниц. пед. ин-т, каф. рус. языка и л-ры. – Винница, 1959. – Вып. 9. – С. 9-35.
- Про культуру поведінки / Б.А. Буяльський // Молодь України. – 1959. – 29 берез.
- Марк Твен : до 125-річчя з дня народж. / Б.А. Буяльський // Л-ра в шк. – 1960. – № 5. – С. 90-91.
- Марія Конопніцька / Б.А. Буяльський // Всесвіт. – 1960. –  № 10. – С. 129-130.
- Борець проти рабства : до 150-річчя з дня народж. Бічер-Стоу / Б.А. Буяльський // Л-ра в шк. – 1961. – № 3. – С. 89-90.
- Словник школяра : консультація / Б.А. Буяльський // Л-ра в шк. – 1961. – № 1. – С. 90-92.
- Чарльз Діккенс : до 150-річчя з дня народж. / Б.А. Буяльський // Л-ра в шк. – 1962. – № 2. – С. 88-89.
- Жан Жак Руссо : до 125-річчя з дня народж. / Б.А. Буяльський // Л-ра в шк. – 1962. – № 3. – С. 88-89.
- Через сім століть : до 650-річчя з дня народж. Боккаччо / Б.А. Буяльський // Україна. – 1963. – № 4. – С. 8.
- Гашек крокує по світу : до 80-річчя з дня народж. / Б.А. Буяльський // Україна. – 1963. – № 8. – С. 19.
- Вільям Шекспір : до 400-річчя з дня народж. / Б.А. Буяльський  // Укр.  мова  та  л-ра в шк. – 1964. – № 3. – С. 89-91.
- Кілька пропозицій : до обговор. пробл. формув. вчителя-словесника у вузі / Б.А. Буяльський, М.А. Тростогон // Укр. мова та л-ра в шк. – 1964. – № 12. – С. 76-77.
- Прийоми роботи з виразного читання / Б.А. Буяльський // Укр. мова і л-ра в шк. – 1969. – № 4. – С. 43-50.
- Фонозапись на уроке литературы / Б.А. Буяльський // Методика преподавания рус. языка и л-ры : респ. науч.-метод. сб. – 1971. – Вып. 6. – С. 36-45.
- Поетичне слово і особистість : [краса слова на уроках л-ри] / Б. Буяльський // Укр. мова і л-ра в шк. – 2000. – №1. – С. 29-30.
- Як ми спілкуємося: мовлен. етикет укр. народу / Б. Буяльський, А. Оверчук // Дир. шк. – 2002. – № 33,34. – С.14-15; № 35. – С.12-13; № 36. – 13-14.
- Критично мислячий історик: [В.П. Воловик, проф. Вінниц. Держ. педагог. ун-ту ім. Михайла Коцюбинського] / Б.А. Буяльський // Вінниччина: минуле і сьогодення : краєзн. дослідж. – Вінниця: ДП ДКФ. – 2005. – C. 16-17.
- Він повернувся, щоб жити в пам'яті народній: [про поета В. Стуса, уродж. с. Рахнівка Гайсин. р-ну] / Б. Буяльський // Сл. педагога. – 2003. – Січ. (№ 1). – C. 1.
- Про катів та їхні жертви / Б. Буяльський // Вітчизна. – 1996. – № 11-12. – С.138-139. Рец.: Потупейко, М. У лабетах смерті: Роман-трагедія / М. Потупейко. – К.: Дніпро, 1994. – 572 с.

### Про літературознавця, вченого-філолога Б.А. Буяльського
- Поезія усного слова : [про однойм. кн. Б.А. Буяльського] // Вінниц. правда. – 1970. – 15 трав.
- Потупейко, М. Як стати Демосфеном? : [про кн. Б.А. Буяльського з методики вираз. читання] / М. Потупейко // Комс. плем'я. – 1987. – 10 жовт.
- Пастушенко, Л. Як стати красномовцем? : [кн. викл. Вінниц. пед. ін-ту Б.А. Буяльського про мистец. вираз. читання] / Л. Пастушенко // Рад. Україна. – 1987. – 27 жовт.
- Юхимович, В. Класик педагогіки з Вінниці / В. Юхимович // Освіта – 1994. – 25 трав.
- Хоменко, Б. Педагог, учений, порадник учителів : [до 80-річчя з дня народж. ученого-філолога, викл. пед. ін-ту (нині ун-ту) та проф. Вінниц. тех. ун-ту Б.А. Буяльського] / Б. Хоменко // Вінниц. газ. – 1999. – 31 лип. – С. 10.
- Реп'ях, С. Ювілейний учень Григорія Кочура : [до 80-річчя з дня народж. Вінниц. літературозн., ученого-філолога] / С. Реп'ях // Літ. Україна. – 1999. – 16 верес. – С. 6.
- Лиса, Л. Літературознавець і педагог : [до 85-річчя з дня народж. ученого-філолога] / Л. Лиса // Вінниц. газ. – 2004. – 30 лип. – С. 7.
- Пастушенко, Л. Таємниця живого слова : [про нову кн. вінниц. літературозн. і педагога "Поезія усного слова" вид-ва "УНІВЕРСУМ-Вінниця"] / Л. Пастушенко // Подолія. – 2005. – 26 лип.
- Купецька, І. Він навчає цінувати письменників : [про літературозн. Б.А. Буяльського] / І. Купецька // 20 хвилин. – 2006. – 13 жовт. – C. 15.
- Стрельбицький, Михайло. Сонети-силуети : [поділ. галерея віршів про вінниц. письмен. В т. ч. вірш “Болеслав Буяльський”] / М. Стрельбицький // Вінниц. край. – 2008. – № 1. – С. 24-35.

### Довідкові видання
- Хоменко, Б.В. Болеслав Адамович Буяльський / Б.В. Хоменко // Знаменні і пам'ятні дати Вінниччини 1999 року : реком. бібліогр. довід. – Вінниця, 1998. – С. 51-52.
- Хоменко, Б.В. Буяльський Болеслав Адамович / Б.В. Хоменко // З-над Божої ріки: літ. біобібліогр. слов. Вінниччини. – 2-е вид., перероб. і доп. – Вінниця, 2001. – С. 41-42.
- Хоменко, Б.В. Буяльський Болеслав Адамович / Б.В. Хоменко // Енциклопедія Сучасної України. – К., 2004. – Т. 3. – С. 683.
- Болеслав Адамович Буяльський / уклад. Г.М. Авраменко; Вінниц. ОУНБ ім. К.А. Тімірязєва // Знаменні і пам'ятні дати Вінниччини 2009 року : хронол. довід. – Вінниця, 2008. – С. 56-57.
- Таємниця живого слова Б.А. Буяльського : до 90-річчя від дня народження літературознавця та педагога : бібліогр. список. / Вінниц. ОУНБ ім. К.А.Тімірязєва; уклад.: Т.П. Кристофорова; ред. М.Г. Спиця; відп. за вип. Н.І. Морозова. – Вінниця, 2009. – 11 с.[3]